# 5226 Pollack
Az 5226 Pollack (ideiglenes jelöléssel 1983 WL) a Naprendszer kisbolygóövében található aszteroida. Edward L. G. Bowell fedezte fel 1983. november 28-án.